# Roc Boys (And the Winner Is)...
Roc Boys (And the Winner Is)... è un brano musicale hip hop di Jay-Z. Il brano è stato pubblicato in formato digitale come secondo singolo estratto da American Gangster.

## Il brano
Il brano è stato prodotto da Diddy e due dei membri del team di produzione The Hitmen LV e Sean C. Fra i coristi del brano si possono citare i nomi di Beyoncé, Cassie e Kanye West. La canzone utilizza un campionamento di Make the Road by Walking dei Menahan Street Band. L'11 dicembre 2007 la rivista Rolling Stone ha nominato Roc Boys (And the Winner Is)... come migliore canzone del 2007. A sua volta il brano è stato campionato da The Game e Lil Wayne per il brano Red Magic. È stato prodotto un remix del brano da parte di Beanie Sigel e Jadakiss.

## Il video
Il video musicale prodotto per Roc Boys (And th Winner Is)... è stato diretto da Chris Robinson e girato a New York nel 40/40 Club di proprietà di Jay-Z. Nel video fanno una comparsa Rick Ross, Memphis Bleek, Diddy, Freeway, Nas, Terrence J, Tru Life, Young Gunz, Jadakiss, Swizz Beatz, Drew Sidora, Kristia Krueger, Chain 4, Chantel, Beanie Sigel, Cassie, DJ Clue, Larry Johnson, Tristan Wilds, Just Blaze, Tru life, Zab Judah, The-Dream, Irv Gotti e Mariah Carey.

## Tracce
Promo - CD-Single Atlantic - (Warner)
1. Roc Boys (And the Winner Is)... - 4:12

## Classifiche
| Classifica (2007)                    | Posizione più alta |
| ------------------------------------ | ------------------ |
| U.S. Billboard Hot 100               | 63                 |
| U.S. Billboard Hot R&B/Hip-Hop Songs | 15                 |
| U.S. Billboard Hot Rap Tracks        | 8                  |
| Official Singles Chart               | 117                |